# Lugal-zage-si
Lugal-Zage-Si (thường viết là Lugalzaggesi, đôi lúc là Lugalzagesi hoặc "Lugal-Zaggisi") của Umma (trị vì khoảng năm 2294－2270 TCN) là vị vua Sumer cuối cùng trước khi Sargon của Akkad chinh phục Sumer và sự trỗi dậy của Đế quốc Akkad, đồng thời còn được xem là vị vua duy nhất của triều đại thứ ba của Uruk. Ông cũng là người cuối cùng đã thống nhất Sumer thành một vương quốc duy nhất trong một thời gian ngắn.

## Triều đại
Lugal-Zage-Si đã theo đuổi một chính sách bành trướng bờ cõi. Ông bắt đầu sự nghiệp của mình khi còn là énsi của Umma, từ đó nhà vua đã chinh phục một số thành bang ở vùng Sumer — bao gồm Kish, nơi ông đã lật đổ Ur-Zababa; Lagash, nơi ông đã lật đổ Urukagina; Ur, Nippur, và Larsa, cũng như Uruk, nơi ông thành lập thủ đô mới. Lugal-Zage-Si trị vì trong suốt 25 (hoặc 34) năm theo danh sách vua Sumer.
Lugal-Zage-Si còn tuyên bố trong các bảng chữ khắc rằng thần Enlil đã ban cho ông "tất cả các vùng đất ở giữa vùng biển cao và thấp", có nghĩa là nằm giữa biển Địa Trung Hải và Vịnh Ba Tư. Mặc dù sự xâm nhập của ông đến Địa Trung Hải trong con mắt của một số học giả hiện đại trông chẳng khác gì "một toán đột kích thành công", những dòng chữ khắc "đánh dấu lần đầu tiên một hoàng tử Sumer tuyên bố họ đã tới tận rìa phía tây của thế giới". (Các nguồn sử liệu từ những tấm bảng về sau càng khẳng định rằng Lugal-Anne-Mundu của Adab, một vị vua nhỏ yếu trước đó cũng đã chinh phục đến tận Địa Trung Hải và vùng núi Taurus, nhưng những tài liệu hiện nay về toàn bộ thời kỳ trước Sargon vẫn còn quá sơ sài cho phép các học giả tái tạo lại các sự kiện thực tế với sự tự tin chắc chắn.)
Theo các phiên bản chữ khắc của Sargon sau này của người Babylon thì Sargon của Akkad đã bắt được Lugal-Zage-Si sau khi phá hủy các bức tường thành của Uruk, rồi gông cổ ông ta đến đền thờ Enlil ở Nippur.